# Вертинский, Алексей Сергеевич
Алексей Сергеевич Вертинский (укр. Олексій Сергійович Вертинський; род. 2 января 1956, Сумы, УССР) — украинский актёр театра и кино, народный артист Украины (2015).

## Биография
Алексей Вертинский родился 2 января 1956 года в Сумах. После окончания средней школы начинал актёрскую карьеру в театре города Сумы. Отслужил в армии.
В 1980-м году окончил Московское эстрадно-цирковое училище (мастерская Рудольфа Рудина) по классу «артист разговорного жанра». После выпуска работал в Новосибирском цирке, ездил с концертами по всей Сибири. В дуэте с Михаилом Кузнецовым три года проработал по специальности. Работал директором портового Дома культуры моряков в бухте Врангеля (Находка).
После Дальнего Востока вернулся в Сумской театр, позже перешёл в Закарпатский драмтеатр в Ужгороде. С 1997-го года — актёр киевского Молодого театра. Снимается в кино (в основном эпизодические роли).

## Семья
Четвёртый ребёнок в семье (старшие две сестры — Анна, Надежда, брат Николай). Было три жены-артистки, в одном из браков есть сын.
- Четвёртая жена — Татьяна.
  - Дочь — Ксения Вертинская, актриса Театра им. Франко.

## Театральные работы

### Сумской театр драмы и музыкальной комедии имени М.С. Щепкина[укр.]
1. «Филумена Мартурано» Э. Де Филиппо — Доменико Сориано
2. «Две стрелы» А. Володина; режиссёр Станислав Моисеев — Человек Боя
3. «Не верь глазам своим»
4. «Без вины виноватые»
5. «Тёмная история»; режиссёр Александрочкин
6. «Две пьесы в один сеанс»; режиссёр Сергей Сидоренко[4]

### Киевский академический Молодой театр
1. 1997 — «Дон Жунан» Мольера; режиссёр Станислав Моисеев — Сганарель
2. 1998 — «Синий автомобиль» (моноспектакль) Я.Стельмаха; режиссёр Игорь Славинский — писатель «А»
3. 1999 — «РЕхуВИлийЗОР» Н. Гоголя и Н. Кулиша; режиссёр Станислав Моисеев — Хлестаков / Сторож
4. 2000 — «Трагедия Гамлета, принца датского» У. Шекспира; режиссёр Станислав Моисеев — Полоний
5. 2000 — «Севильская помолвка» Р. Шеридана; режиссёр Евгений Курман — Исаак Мендоса
6. 2001 — «Гедда Габлер» Г. Ибсена; режиссёр Станислав Моисеев — Асесор Брак
7. 2001 — «Лев и Львица» Ирены Коваль; режиссёр Станислав Моисеев — Тургенев
8. 2001 — «Стальная воля» М. Курочкина; режиссёр Дмитрий Богомазов — Бжезовский
9. 2002 — «Хоровод любви» А. Шницлера; режиссёр Станислав Моисеев — Мужчина
10. 2003 — «Дядя Ваня» А. Чехова; режиссёр Станислав Моисеев — Иван Петрович Войницкий
11. 2004 — «Маринованый аристократ» Ирены Коваль; режиссёр Станислав Моисеев — Актёр
12. 2005 — «В моём завершении — моё начало» Ф. Шиллера; режиссёр Станислав Моисеев — барон Берли, великий канцлер
13. 2006 — «Московиада» Ю. Андруховича; режиссёр Станислав Моисеев — Олелько ІІ / Шут
14. 2010 — «Сатисфакция» по пьесе У. Шекспира «Венецианский купец»; режиссёр Станислав Моисеев — Шейлок
15. 2013 — «Загадочные вариации» Э. Шмитта; режиссёр Андрей Билоус — Эрик Ларсен
16. 2014 — «Требуются лжецы!» по пьесе «Месье Амилькар, или Человек, который платит» Ива Жамиака; режиссёр Стас Жирков — Александр Амилькар
17. 2017 — «Август: графство Осейдж» Т. Леттс; режиссёр Стас Жирков — Чарли Эйкен
18. «Малыш» Ж. де Летраза; режиссёр Владимир Бегма — Огюстен
19. «Шельменко-денщик» Г. Квитка-Основьяненко; режиссёр В. Гурьев — Тимофей Кондратьевич Лопуцковский

### Другие театры
1. 2007 — «Качество звезды» Н. Кауарда; режиссёр Алексей Лисовец (Национальный академический драматический театр им. Ивана Франко)
2. 2010 — «Опасный поворот» Дж. Пристли; режиссёр Ирина Зильберман[5]
3. 2015 — «Номер тринадцать, или Олинклюзив» Р. Куни; режиссёр Слава Жыла (антреприза)
4. 2015 — «Любовные истории для взрослых» Збигнева Ксенджика; режиссёр Слава Жыла (антреприза)[6]
5. 2017 — «Как потратить миллион, которого нет, и другие истории еврейского мальчика» Г. Корогодского; режиссёр Тихон Тихомиров (антреприза) — профессор Айзенштат[7]
6. «Жозефина и Наполеон» Иржи Губач; режиссёр Е. Петровская — губернатор острова (Театр «Браво»)
7. «Марица» (оперетта)
8. «Ночи» Б. Кольтес; режиссёр Дмитрий Лазорко[укр.] (Центр им. Леся Курбаса, театр «Дю Пуассон»)
9. «Тётка Чарлея» (оперетта)
10. «Два анекдота на ужин» — Ведущий / Лука / Степан Степанович Чубуков; режиссёр Вячеслав Жыла[8] (антреприза)

## Фильмография
1. 1980 — Свадебная ночь — немецкий офицер
2. 1999 — Восток — Запад — первый полицейский
3. 1999 — День рождения Буржуя
4. 2000 — Непокорённый — Бизанц, немецкий полковник абвера
5. 2001 — Приватная милиция — Аль Капонько, глава организованной преступной группировки
6. 2002 — Дружная семейка (16-я серия. «Находка. Дворянское гнездо» — дядюшка Сигизмунд
7. 2002 — Под крышами большого города — отец Антона
8. 2003 — Безумный день, или Женитьба Фигаро — доктор Бартоло
9. 2003 — Весёлая компания (2-я серия) — директор музея
10. 2003 — Дикий табун — «Лапа»
11. 2003 — Дух земли — Бортнянский, краевед
12. 2003 — Мой Гоголь
13. 2004 — Европейский конвой — Шульц
14. 2004 — И мир меня не поймал. Григорий Сковорода — Пишек
15. 2004 — Небо в горошек — бухгалтер московского казино
16. 2004 — Пепел Феникса — Фёдор, судмедэксперт
17. 2004 — Плакальщик, или Новогодний детектив — Никудыкин
18. 2004 — Пять звёзд — гостиничный вор
19. 2005 — Двенадцать стульев — инженер Полесов
20. 2005 — Далеко от Сансет-бульвара — пожарный
21. 2005 — Контакт
22. 2005 — Последний осенний лист (короткометражный)
23. 2005 — Происки любви — Седой
24. 2005 — С днём рождения, королева! — Уильям, дворецкий
25. 2005 — Три мушкетёра — Молби, помощник Бэкингема
26. 2005 — Королева бензоколонки 2 — докладчик на собрании
27. 2006 — Возвращение Мухтара-2 (30-я серия. «Свежий дизайн»)
28. 2006 — Вернуть Веру — Михаил Иванович, врач
29. 2006 — Дедушка моей мечты 2 — пожарный
30. 2006 — Звёздные каникулы — инопланетянин
31. 2006 — Оранжевое небо — Иннокентий Валерьянович
32. 2006 — Прорвёмся — Док
33. 2006 — Ситуация 202 — Святошин
34. 2006 — Утёсов. Песня длиною в жизнь — Г.Ф. Файг, директор коммерческого училища
35. 2007 — Оранжевая любовь — владелец квартиры
36. 2007 — Богдан-Зиновий Хмельницкий — казацкий полковник
37. 2007 — Девять жизней Нестора Махно — генерал Врангель
38. 2007 — Бывшая — Жан
39. 2007 — Год Золотой Рыбки — пан Валдек
40. 2007 — Инди — собиратель автографов
41. 2007 — Когда её совсем не ждёшь — Роман, экскурсовод
42. 2007 — Свои дети — регистратор
43. 2008 — Блаженная — бомж
44. 2008 — Городской пейзаж — Морозов
45. 2008 — Женщина, не склонная к авантюрам — покупатель в компьютерном магазине
46. 2008 — Красный жемчуг любви — Анатолий
47. 2008 — Реквием для свидетеля — Коновалов, патологоанатом
48. 2008 — Роман выходного дня — Григорий Ильич, патологоанатом
49. 2008 — Рука на счастье — бомж
50. 2008 — Хорошие парни — Юлий Реус
51. 2008 — Хочу ребёнка — Лев Силантьевич, бывший директор издательства
52. 2009 — Капля света — фотограф с обезьянкой
53. 2009 — Прощение — сосед Полины
54. 2009 — Пушкен (не завершён)
55. 2009 — Тот, кто рядом — Филипп, дизайнер
56. 2010 — Домашний арест — Иван, преподаватель истории религии по кличке «Падре»
57. 2010 — Только любовь — Тимур
58. 2010 — Чудеса в кепке (короткометражный) — Леонид, клоун
59. 2011 — «Кедр» пронзает небо — Михаил Семёнович Байтальский, заключённый в лагере
60. 2011 — Лето волков — Яцко, бухгалтер
61. 2011 — Пончик Люся — Виссарион
62. 2011 — Остров ненужных людей — психиатр
63. 2011 — Ящик Пандоры — психиатр
64. 2012 — Матч — Жорик
65. 2012 — Брат за брата 2 — Череп
66. 2012 — Женский доктор (35-я серия. «Кризис среднего возраста») — Павел Львович Ермолов, профессор
67. 2012 — Миллионер — Аркадий Семёнович, дворецкий
68. 2012 — Одесса-мама — Марк Борисович, психиатр
69. 2012 — Охота на гауляйтера — Лазарь, мелкий торговец мылом и керосином
70. 2012 — Ржевский против Наполеона — Кившенко
71. 2013 — Иван Сила — генерал Писто
72. 2013 — Билет на двоих — Илья Громовержец, бомж
73. 2013 — Ловушка — Индус, хозяин наркологической клиники
74. 2013 — Позднее раскаяние — мужчина в посольстве
75. 2013 — Шеф полиции — Семён Бень, отставной шеф полиции Хайфы
76. 2014 — Гречанка — Сержио, помощник итальянца
77. 2014 — Возвращение Мухтара-9 (46-я серия "Реквием") — Кукушкин
78. 2014 — Давай поцелуемся — пластический хирург Веры
79. 2014 — Мажор — Арнольд Викентьевич Добролюбов, профессор психиатрии
80. 2015 — Бессмертник — семейный доктор
81. 2015 — Шерлох — дедушка Мориарти
82. 2015 — Слуга народа — Сергей Сюсельдорф, дизайнер (5-я серия) / Людовик XVI (20-я серия)
83. 2018 — Сувенир из Одессы — Львович
84. 2019 — Следователь Горчакова — Маг (4-я серия)

### Телевидение и реклама
- 2008, 4 октября — «На 10 лет моложе» на телеканале «Украина». Ведущий
- 2009 — Рекламный ролик «Налётчики» для консервации и соусов ТМ «Верес» (реж. В. Кокошко, Е. Митрофанов) — Ролик Ролик о ролике
- 2015 — Рекламный ролик смартфонов Samsung Galaxy S6 и S6 edge (реж. Александр Стеколенко)[9]

## Признание и награды
- За исполнение роли писателя «А» в моноспектакле «Синий автомобиль»:
  - 1999 — Премия «Киевская пектораль» в номинации «Лучшая мужская роль»
  - Гран-при на «Фестивале современной драматургии» за лучшее исполнение мужской роли (Одесса)
  - Серебряная медаль Академии искусств Украины
  - Гран-при фестиваля «Звезда» (Рига)
  - Гран-при фестиваля «Армонно» (Ереван)
  - Гран-при фестиваля «Вроцлавские театральные встречи» (Вроцлав)
  - Диплом семинара «Пьеса для театра в пространстве 3-го тысячелетия» (Минск)
  - Специальный приз фестиваля «Славянские встречи» (Брянск)
- 2004 — Заслуженный артист Украины[10]
- 2007 — Киноактёр года на «Кинофоруме Украины»
- 2014 — Премия «Киевская пектораль» в номинации «Лучшая мужская роль» (Эрик Ларсен), «Загадочные вариации» (совместно с Евгением Нищуком)
- 2015 — Народный артист Украины[11]
- 2021 — Орден «За заслуги» ІІІ степени[12]